# Buran (Ukraina)
Buran (ukr. Буран) – osiedle typu miejskiego na Ukrainie, w obwodzie ługańskim.

## Historia
Osiedle górnicze pod nazwą Engelsowo utworzono w 1923 roku w związku z otwarciem kopalni węgla kamiennego im. Friedricha Engelsa, która funkcjonowała do 1942 roku. Osiedle typu miejskiego od 1938 roku.
W 1989 liczyło 1343 mieszkańców
W 2013 liczyło 988 mieszkańców.
Od 2014 roku pod kontrolą Ługańskiej Republiki Ludowej.
W maju 2016 roku Rada Najwyższa Ukrainy przemianowano miejscowość na Buran.